# Liu Xiang (erudito)
Liu Xiang (chinês tradicional: 劉向, 76/77 a.C.), nascido Liu Gengsheng (劉更生), nome de cortesia Zizheng (chinês: 子政), foi um funcionário estatal, erudito e escritor que viveu durante a dinastia Han. Entre as suas várias áreas temáticas encontramos, a história, a literatura e a astronomia. É particularmente conhecido pelo seu trabalho bibliográfico em catalogar e editar a enorme biblioteca imperial.

## Vida

### Família
Liu Xiang nasceu em Xuzhou. Era um familiar distante de Liu Bang, o fundador da dinastia Han e, por conseguinte, membro da clã dinástico reinante (a família Liu). O pai de Liu Xiang tinha um rango na nobre equivalente ao de marquês. O filho de Liu Xiang, Liu Xin, continuaria com a erudição tradicional do seu pai e do seu familiar Liu An (Príncipe de Huainan).

### Princípios da carreira
Pelo começo do reinado de Han Yuandi, Liu Xiang era membro dum grupo de funcionários confucionistas, incluindo Xiao Wangzhi, quem desejava limitar o poder dos familiares da imperatriz consorte, pertencentes aos clãs Shi e Xu; porém, acabou no lado errado da luta pelo poder envolvendo os poderosos eunocos Hong Gong e Shi Xian. Novamente, brevemente aprisionado, Liu Xiang seria rápidamente libertado mas foi removido da sua posição como funcionário e não voltaria a ocupar cargos públicos nos seguintes quinze anos.

### Bibliotecário
A subida ao trono de Han Chengdi ao trono imperial trouxe uma mudança no poder, dentre as várias facções envolvidas no governo, Liu Xiang posicionou-se correctamente desta vez. Em 25 a.C., com Han Chengdi como imperador, Liu Xiang esteve muito dos vinte anos restantes da sua vida envolvido num gigantesco trabalho bibliográfico para organizar a biblioteca imperial. Neste trabalho foi ajudado pelo seu filho, Liu Xin, quem acabaria a tarefa depois da morte do seu pai.

## Trabalho e obras
Liu coligiu o primeiro catálogo da biblioteca imperial, o Bielo, ou Resumos (別錄/别录), foi também o primeiro editor conhecido do Shan Hai Jing (findado pelo seu filho). Liu era um prodigioso compilador e escritor de estórias e outras obras, que reuniu no Zhan Guo Ce, no Xinxu (新序, "Novos Prefácios"), no Shuoyuan (說苑, "Jardim das Estórias")´, no Lienü Zhuan ("Biografias de Mulheres Exemplares") e provavelmente no Liexian Zhuan (uma hagiografia taoísta).
Liu Xiang foi também poeta, e é lhe atribuída a autoria da antologia de Chuci, Jiu tan ("Nove lamentos").